# Peter Niers
 (janvier 2018).
Si vous disposez d'ouvrages ou d'articles de référence ou si vous connaissez des sites web de qualité traitant du thème abordé ici, merci de compléter l'article en donnant les références utiles à sa vérifiabilité et en les liant à la section « Notes et références ».
Peter Niers (ou Niersch) est un bandit allemand et tueur en série né vers 1540 qui est exécuté le 16 septembre 1581 à Neumarkt in der Oberpfalz, à environ 40 km de Nuremberg.
À partir d'aveux extorqués sous la torture, il est reconnu coupable de 544 meurtres, incluant 24 fœtus découpés sur des femmes enceintes, soi-disant pour être utilisés lors de rituels de magie (il était réputé être un magicien noir extrêmement puissant, disposant de nombreux pouvoirs surnaturels) ainsi que des actes de cannibalisme.
Les informations disponibles au sujet de Niers proviennent de ballades contemporaines de ses méfaits, de rapports criminels, de bons de circulation, ainsi que des « aveux » précipités extorqués sous la torture.

## Modus operandi
Peter Niers était l'une des figures de proue d'un réseau de voleurs et de tueurs itinérants dans les campagnes, réseau en constante évolution dans sa composition—se se joignant parfois ensemble pour les grands raids, se divisant en petits groupes à d'autres moments afin de poursuivre meurtres et pillages à une plus petite échelle sur différents domaines. L'historien Joy Wiltenburg écrit :
« Bien entendu, la profession de voleur requiert des déplacements, que les acteurs soient itinérants ou non. Ces bandes opéraient principalement hors des cités, particulièrement dans les bois et montagnes et le long des routes peu fréquentées. La présence du gang dirigé par Niers et Sumer a été indiquée en Alsace, mais après s'être réunis à vingt-quatre aux alentours de Pfalzburg, ils se sont séparés pour voler et tuer. En conséquence, ils furent arrêtés dans différents endroits, un dans la cité impériale de Landau, un autre à Kirchweiler am Rhein, quatre à Strasbourg, neuf à Pfalzburg et six à Coblence. »[réf. nécessaire]
Cette façon de faire ne semble pas avoir commencé avec le gang dirigé par Niers et Sumer ; apparemment, Niers eut un mentor criminel appelé Martin Stier, qui à partir des années 1550, jusqu'à son arrestation et son exécution, en 1572, dirigeait un gang de 49 bandits, qui travaillaient en tant que bergers tout en assassinant et volant ostensiblement, depuis les Pays-Bas jusqu’au Wurtemberg. Wiltenburg ajoute que : « La profession de berger était largement considérée comme déshonorante, en particulier dans le système de pensée des guildes urbaines ». On trouve l'exemple d'une telle réflexion à travers un roman publié en 1554, dans lequel le jeune héros glisse progressivement vers le bas de l'échelle sociale, devenant berger puis finalement ménestrel en errance. « Loin de la société civilisée et seul avec les animaux, il eut le temps de réfléchir sur ses méfaits. Sans surprise, les membres de ce groupe étaient suspects »[réf. nécessaire].

## Première arrestation et évasion
En 1577, certains des membres du gang furent arrêtés, y compris Niers lui-même. Monika Spicker-Beck, par exemple, note que Claus Strikker avoue en avril que 10 ans auparavant, il avait travaillé de concert avec Niers, et l'a aidé à assassiner une femme de 20 ans à Gottswald (de). De plus, un complice nommé Peter Oblath dresse une liste des 14 membres du gang, incluant le nom de Pierre Niers. Joy Wiltenburg note que Niers lui-même a été arrêté et torturé à Gersbach. Là, il avoue les 75 meurtres, mais réussit à s'échapper. Au cours des prochaines années, jusqu'à sa dernière arrestation en 1581, un certain nombre de brochures, de ballades, et histoires ont été écrites et diffusées, détaillant son cannibalisme et sa maîtrise de la magie noire. Il est dit par exemple que le gang de Niers et Sumer eut à Pfalzburg, une réunion avec le Diable, qui a donné sa bénédiction aux ambitions de la bande, fournissant même à Niers et Sumer un salaire mensuel avec l'octroi de pouvoirs surnaturels pour Niers. Plus tôt que cela, on rapporte même que Niers avait appris de son mentor Martin Stier comment devenir invisible, et que la seule raison de sa capture était qu'il était privé de son sac contenant les matériaux magiques. Une composante essentielle de ces matériaux magiques était censée être un fœtus ; lors de l'incantation du sort, le cœur du fœtus était mangé. Joy Wiltenburg mentionne également une autre utilisation de fœtus en magie noire : concocter bougies à partir de la chair et des graisses de nourrissons, qui leur permettrait de voler les maisons sans éveiller les habitants.
Peter Niers fut crédité d'autres pouvoirs surnaturels, en particulier la capacité de transformation physique ; divers récits lui attribuent la possibilité de se changer en journal ou en pierre, mais selon la fin d'une ballade, il pouvait aussi devenir une chèvre, un chien, ou un chat à volonté.
Un conte contemporain suggère plus prosaïquement que Peter Niers était un maître du déguisement : Dans un mandat en circulation à partir de 1579, basé sur les aveux de ses sous-fifres capturés, il est indiqué qu'il changeait fréquemment d'apparence et de costume, se faisant passer pour un soldat, un lépreux, et un certain nombre d'autres déguisements. Le même mandat précise, toutefois, que certains éléments restent constants : il avait toujours beaucoup d'argent sur lui, portait deux pistolets chargés dans son pantalon, et une énorme épée à deux mains.
Les chansons folkloriques mentionnées ci-dessus donnent quelques détails sur son apparence physique ; il est décrit comme « assez vieux », avec deux doigts tordus, et une longue cicatrice sur son menton.

## Arrestation finale, torture et exécution
La fin de la ballade contient les circonstances selon lesquelles Niers fut découvert, conduisant à son arrestation et son exécution. Arrivé à Neumarkt, il est logé dans une auberge appelée « Les Cloches ». Deux jours plus tard, ayant le désir de se laver, il s'est rendu dans une maison de bains publics, laissant derrière lui son précieux sac magique, gardé par le tavernier. À cette époque, Peter Niers avait atteint une certaine notoriété, et son apparence physique était décrite dans les journaux et brochures. À la maison de bains, un tonnelier le reconnut, et, progressivement, le murmure se répandit que l'étranger voulait peut-être tuer les clients. Peter Niers alors inconscient de l'humeur qui changeait autour de lui, deux citoyens se glissèrent hors de la maison de bain allèrent à l'auberge. Sur leur demande, le tavernier leur donna le sac de Niers, qui contenait plusieurs mains coupées ainsi que des cœurs de fœtus assassinés. Les habitants de la ville réagirent rapidement, et une milice de huit hommes vint appréhender Peter Niers. Quand celui-ci comprit qu'ils avaient trouvé son sac, il admit son identité, et avoua ses nombreux meurtres.
Peter Niers fut torturé durant trois jours et exécuté en septembre 1581. Le premier jour, des lambeaux de chair furent arrachés de son corps et de l'huile chaude fut coulée dans ses plaies. Le deuxième jour, ses pieds furent couverts d'huile chaude, puis tenus au-dessus de braises, afin de les rôtir. Le troisième jour, 16 septembre 1581, il fut traîné à l'endroit de l'exécution et du supplice de la roue sur laquelle il fut frappé 42 fois. Encore en vie, il a finalement été démembré par écartèlement.